# درعا

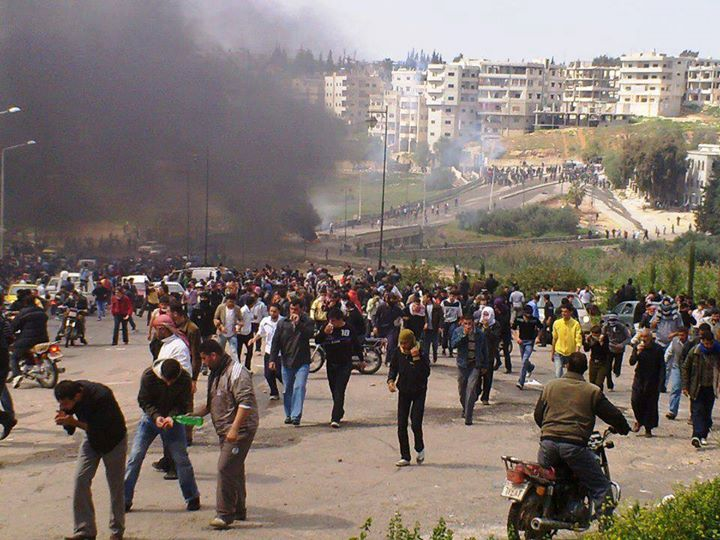
درعا البلد إحدى المظاهرات في بداية الإحتجاجات

درعا مدينة سورية، تقع في أقصى جنوب سوريا بالقرب من الحدود السورية الأردنية، تعتبر مدينة درعا اهم مدينة في حوران الذي يمتد من جنوب دمشق في سوريا إلى جبال عجلون في الأردن (الرمثا).
تُعدّ درعا واحدة من أعرق مدن العالم القديم، حيث تمتد جذورها إلى الألف الثالث قبل الميلاد. تحظى المدينة بأهمية بالغة بفضل موقعها الاستراتيجي على طريق التجارة والحج بين بلاد الشام والجزيرة العربية. شهدت المدينة تحولات تاريخية كبيرة منذ العصور الكنعانية مرورًا بالعهود الرومانية والإسلامية، وصولًا إلى العصر الحديث، حيث كانت مركزًا للعديد من الأحداث التاريخية والسياسية. ويبلغ عدد سكان هذه المحافظة مليون ونصف، وتبلغ نسبة الاغتراب بها إلى 65% (أي أنه يوجد مغتربون من أبنائها 65% غير المليون ونصف).[محل شك] وتبلغ مساحتها أربع آلاف كيلومتر مربع. تسمى «سهل حوران»، ولكن 70% من أراضيها مرتفعات.[بحاجة لمصدر] وقد كانت تابعة لولاية دمشق سابقاً ثم أصبحت عاصمة حوران.
كان للمدينة في العصر البيزنطي في سوريا شأن كبير ومركز هام في المنطقة، حيث قام أناستاسيوس الأول في 506مم بتحصينها للحماية من الغزو الفارسي على جبهة ما بين النهرين. أطلق أناستاسيوس على المدينة اسم أناستاسيوبوليس، إلا أن هذا الاسم لم يستخدم إلا نادراً.
ير من علماء الدين والأدباء والشعراء -الإمام النووي (نسبة إلى نوى)، الشاعر أبو تمام (من مدينة جاسم)، والإمام ابن قيم الجوزية (من مدينة إزرع)، والإمام ابن كثير - (من بصرى الشام). وتغنى بها الشعراء قديما باسم «أذرُعات».

## التسمية
اسم درعا يعود إلى أصول كنعانية قديمة، حيث ورد في النصوص القديمة باسم "إذرعات"، التي تعني "الملاذ" أو "الحصن" أو "الدرع".
ذُكرت المدينة في التوراة باسم «إذرعي» אֶדְרֶעִי. ومع مرور الزمن غُيِّرَ الاسم ليصبح درعا كما يُنطق اليوم.
هذه التسمية تعكس الدور التاريخي للمدينة كحصن طبيعي ومركز تجاري استراتيجي، إذ تقع عند تقاطع الطرق الرئيسية في جنوب سوريا.

## التاريخ
يذكر العهد القديم أن اليهود هزموا عوج، ملك مقاطعة باشان الجبار، وقتلوه في إذرعي (تثنية 3: 10)، وهذا الاسم عبري، معناه «الزرع» أو «القوّة».
تقول الرواية التوراتية إن عوج كان عملاقًا، له سرير من حديد «طوله تسع أذرع، وعرضه أربع أذرع بذراع رجل» (تثنية 3، 11)، وقد تصدَّى لبني إسرائيل، واصطدم بهم في أذرعات، فقتلوه مع بنيه، وتقاسموا مدن مملكته. هذا الجبّار معروف في الأدبيات الإسلامية باسم عوج بن عنق.
بعد العبرانيون، تعاقب على حكم منطقة حوران تباعًا الآشوريون، الفرس، والسلوقيون. ثم ألحقها الأمبراطور بومبيوس بمقاطعة سوريا الرومانية.
أبرز الشواهد الأثرية التي تعود إلى تلك الحقبة مدرج من القرن الثاني يتسع لنحو ألفي متفرج، له مدخلان في الشرق والغرب، ويمتد شمالاً إلى شارع يُعرف بـ الشارع الروماني. تجاور هذا المسرح في الجانب الشرقي، بقايا جدار معبد روماني وآثار أخرى تعود إلى عهود لاحقة.
عرفت هذه البقاع الدين المسيحي في مرحلة لاحقة، ثم أصبحت تابعة للحكم البيزنطي، وشهدت الحروب المحتدمة بين الروم والفرس.
بعدها، جاء الخليفة الراشد عمر بن الخطاب إلى الشام، فاستقبله أهل أذرعات بالسيوف والريحان، فقال: «امنعوهم». وردَّ أبو عبيدة: «يا أمير المؤمنين هذه سنّتهم، وإنك إن منعتهم منها يروا أن في نفسك نقضًا لعهدهم». فقال الخليفة: «دعوهم».
قبل مرحلة الفتح، تذكر السيرة النبوية جلاء يهود بني عريض إلى أذرعات، وقد شهد شاعر من أهل المدينة هذا الجلاء، فقال:
فأجلى النضير إلى غربـة وكانوا بدرا ذوي زخرف
إلى أذرعـات رد أفاوهم على كل ذي دبر أعجف
شهدت اذرعات الحروب المتلاحقة التي عاشتها بلاد الشام في القرون الوسطى منها هجوم القرامطة، وقتالهم أميرها سعيد بن عامر بن قيس الشهابي، الذي قاتلهم وصدَّهم.
وفي زمن الحروب الصليبية، قصد الإفرنج أذرعات، لكنهم عجزوا عن دخول بصرى، وأضحت حوران مركزًا من مراكز المعركة المحتدة مع الصليبيين.

### منذ النشأة حتى الفتح العربي الإسلامي
درعا من المدن القديمة وليس من السهل تحديد الفترة التي سكن فيها الإنسان القديم هذه المنطقة من حوران ولكن التحريات الأثرية القليلة أثبتت أن البيوت القائمة حاليًا تدل على وجود مدينة قديمة بائدة قائمة تحت المدينة الحالية تتألف من شبكة واسعة من الممرات والمساكن والغرف والمعابر المحفورة بفعل المياه الباطنية، وقد ســكنها انسـان الكهوف في العصر الحجري الحديث من الألف السادسة إلى الألف الرابعـة قبل الميلاد وعمل على نحتها وتشكيلها بالصورة التي يرغبها. وتدل الأدوات التي خلفها الإنسان على معرفته بزراعــة الأرض وتربيـة الحيوان واكتشاف صنع الفخار، كما استخدم الألوان وصنع الخيوط وتبادل مع جيرانه المحاصيل الزراعية والمصنوعات.
كانت درعا في الألف الثالث قبل الميلاد مستوطنة كنعانية مزدهرة ولعبت دورًا مهمًا كمركز تجاري وزراعي، حيث استفادت من موقعها الجغرافي بين المناطق الصحراوية والأراضي الزراعية الخصبة في حوران.
تعود أول إشارة مكتوبة تذكر مدينة درعا إلى رسائل تل العمارنة المكتشفة في مصر عام 1882 م، وتعود هذه اللوحات إلى القرن الرابع عشر قبل الميلاد. كما ورد اسم المدينة في التناخ وبعض الشواهد الأثريــة التي تدل على أن المدينـة كانت عامـرة في الألف الثالث قبل الميلاد. وحسب روايات التناخ، فإن العموريون هـم أول من اســتقر في أرض حوران.
وتذكر التوراة أن عوج بن عنق ملك باشان كان من ســلالة هؤلاء العمالقة وكانت مدينة أذرعي (درعا الحالية) هي العاصمة.
كما وردت أول اشــارة إلى العموريين عند سرجون الآكادي (2250 ق.م) وأيضا حسب التناخ ومن نقل عنه من الإخباريين، يوصف الملك عوج ملك باشان بانه من بقية الجبابرة وذو قامــة كبيرة، ووصفت التوراة العموريين بانهم مثل الأرز طــولاً ومثل السـنديان قوة.
وقد تصدت أذرعي بقيادة الملك عوج لهجرة العبرانيين الذين بدؤوا ينزلون في الجانب الغربي من حـوران وذلك حوالي عــام 125 ق.م.
وبعد أن امتدت سلطة المملكة الاشورية إلى هذا الجزء من بلاد الشام أصبحت حوران جزءًا من الإمبراطورية الآشــورية في ســوريا ثم جزءًا من الولاية الكلدانية وبعد ذلك جزءًا من الولاية الفارسية الخامسة.
وبعد معركة إسوس عام (333 ق.م) أصبحت حــوران جزءًا من إمبراطورية الاسكندر الاكبر، وبعد وفاته أصبحت حـوران عام (312 ق.م) جزءًا من مملكة السلوقيين الذين وصلت حدود مملكتهم الجنوبية إلى جبال عجلون وكانت حوران ضمن مناطق البثينة الاسم اليوناني للمنطقة.
وفي عام 90 ق.م تمكن عبادة ملك الأنباط من قهـر الإســكندر الكابي ملك اليهود وتوغل في أرض حوران ثم انتصر على الملك السلوقي أنطيوخوس الثالث في موقعة امتان في جبل حوران قــرب صلخد عام 88 ق.م وانتزع منه بقية حوران، وكانت بصرى هي الحاضرة الثانية بعد البتراء في عهد مملكة الأنباط.
وفي عام 106 م أصبحت درعا جزءًا من ولاية سوريا الرومانية وعُرِفَت بالولاية العربية الرومانية وعاصمتها بصرى، وأُدرجت درعا ضمن مقاطعة "أورانيتس" (حوران) وازدهرت كمركز تجاري وزراعي مهم.

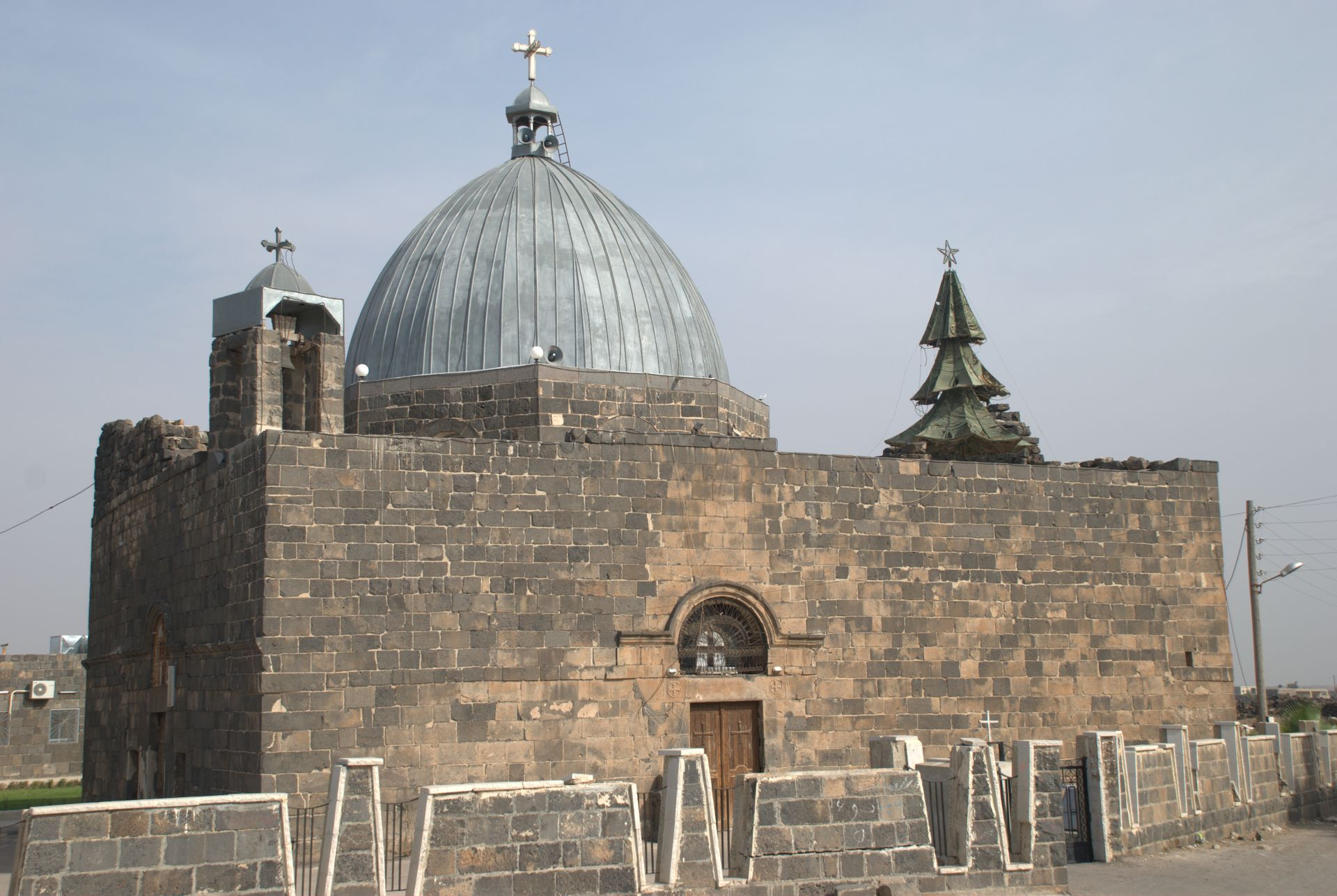
كنيسة القديس جاورجيوس في درعا

شُيدت فيها في هذه الحقبة العديد من المعابد والحمامات العامة والمدرجات الرومانية التي ما زال الكثير من آثارها قائمة حتى اليوم.
وأصبحت مركزًا مسيحيًا بارزًا، حيث شُيّدت فيها الكنائس، وأبرزها كنيسة القديس جاورجيوس.
وفي عام (300 م) قسمت هذه الولاية إلى جنوبية وعاصمتها البتراء وشــمالية عاصمتها بصرى، وكانت مدينة درعا ضمن الولايــة العربية الشــمالية، وحين انقسمت الإمبراطورية الرومانية إلى غربية وعاصمتها روما وشرقية وعاصمتها القسطنطينية أصبحت حـوران تابعة للحكم البيزنطي وما زالت بقايا الآثار الرومانية ماثلة في درعا القديمة، فقد كشفت التحريات عن قســم من مدرج واسع ظهر منه تسع درجات بحالة جيدة في الجانب الغربي من المدرج كما وجدت بقــايا الحمامات التي يعــود تاريخها إلى تلك الفترة كما وان هناك طريق قديمة رومانية تصل بين بصرى وشـواطئ البحر الأبيض المتوســط مــارًا بدرعا.
وفي الفترة الرومانية كانت إمارة الغساسنة تحت سـلطة الإمبراطورية البيزنطية وبسبب غزوات الفرس المتعددة ضعفت سلطة الغساسنة.
في الفترة التي سبقت الإسلام تجدر الإشارة إلى العلاقات التجارية من شبه الجزيرة العربية مع سوق درعـا الشهير بسوق اذرعات التي كانت تؤمها قوافل العرب تحط فيها رحالها وتتسوق من خمورها وتقام هذه السـوق عادة بعد سوق بصرى بسبعين ليلة وبقيت هذه السوق بعد الإسلام لفترة طويلة وإلى عهد الغساسنة حــوالي القرن الثالث الميلادي، ترجع أقدم مشروعات الري في هذه المنطقة وأهمها قناة فرعون التي تجري المياه من سهل الثريا الواقع بين إنخل والفقيع عبر قناة فخارية ما تزال اثارها باقية تمر من الشيخ مسكين إلى قرية شـقرا ثم إلى مدينة درعا عند مكان يعرف بحمام الملكة تحت تل الكرك.
وقد لعب الغساسنة دورًا بارزًا أيام الحكم البيزنطي وامتدت سلطتهم من جنوب دمشق حتى شـرقي الأردن وجعلوا عاصمتهم في مدينة الجابية وهي اليوم تل كبير غربي قرية نوى في محافظة درعا.

### الفتح العربي الإسلامي حتى نهاية العهد العثماني
في الجاهلية كان يحكم مدينة درعا عمال للروم ولما وصل العرب المسلمون عقدوا مع اهلها صلحا ومنحوها عهدا في عام (635 م) وحين جاء الخليفة الراشد عمر بن الخطاب إلى الشـام استقبله أهل درعا بالغناء والدفوف والسيوف والريحان، فقال: «امنعوهم». وردَّ أبو عبيدة: «يا أمير المؤمنين هذه سنّتهم، وإنك إن منعتهم منها يروا أن في نفسك نقضًا لعهدهم». فقال الخليفة: «دعوهم».

#### مَعْرَكَةُ اليَرْموُك
وقعت معركة اليرموك عام 15 هـ (636م) بين المسلمين والروم (الإمبراطورية البيزنطية) وقد كانت في المنطقة الجنوبية الغربية من حوران، ويعتبرها بعض المؤرخين من أهم المعارك في تاريخ العالم لأنها كانت بداية أول موجة انتصارات للمسلمين خارج جزيرة العرب، وآذنت لتقدم الإسلام السريع في بلاد الشام. المعركة حدثت بعد وفاة الرسول محمد بأربع سنوات.
قررت الجيوش الإسلامية الانسحاب من الجابية إلى وادي اليرموك بعد تقدم جيش الروم نحوهم، وتولَّى خالد بن الوليد القيادة العامة لقوات جيش المسلمين التي تعدّ بـ 36 ألف مقاتل بينما كانت جيوش الروم تبلغ 240 ألف مقاتل بعد تنازل أبوعبيدة بن الجراح عن القيادة.
وعســكر يومئذ عمرو بن العاص في المنطقة الممتدة من جنوب وادي الزيدي المار بدرعا حتى قريـة داعل شمالاً استعداداً للقاء الروم.

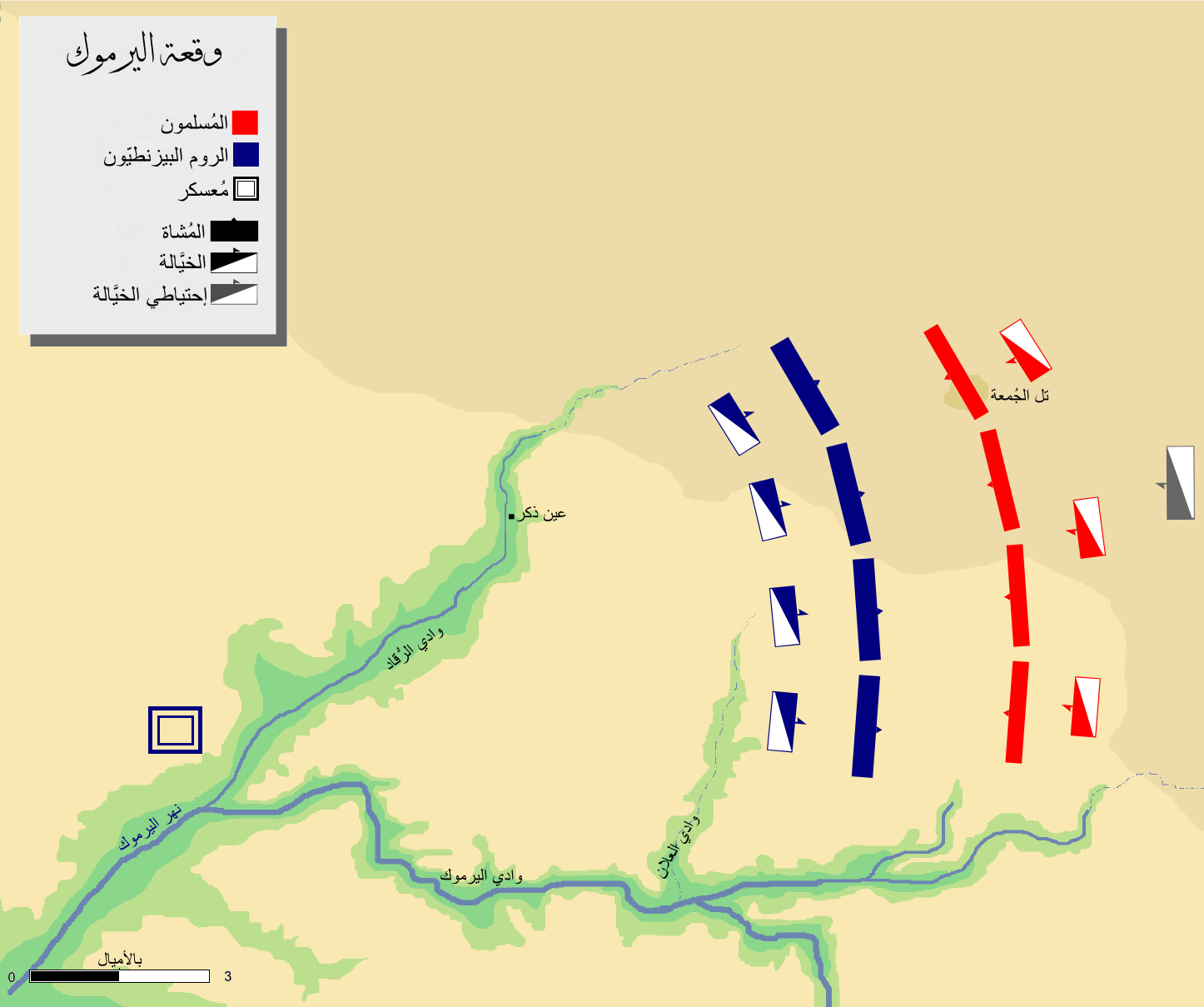
نشر القوات.
الجيش الإسلامي
الجيش البيزنطي

دامت المعركة ستة أيام، كان المسلمون فيها يردون هجمات الروم في كل يوم، حيث كان خالد بن الوليد يستخدم «سرية الخيالة المتحركة السريعة» التي يقودها بنفسه ليتحرك بسرعة خاطفة من مكان إلى آخر حيث يكون جيش المسلمين في تراجع تحت ضغط الروم، ويعود كل من الجانبين في نهاية النهار إلى صفوفه الأولية قبل القتال أو إلى معسكراته.
وجرى الأمر كذلك خلال الأربعة أيام الأولى كانت فيها خسائر الروم بالأعداد أكبر من خسائر جيش المسلمين، وفي اليوم الخامس لم يحدث الشيء الكثير بعد رفض خالد «هدنة ثلاثة أيام» التي عرضها الروم بقوله المشهور لرسول الروم «نحن مستعجلون لإنهاء عملنا هذا»
وفي اليوم السادس تحولت استراتيجية خالد من الدفاع إلى الهجوم، وتمكن بعبقريته الفذة من شن الهجوم المجازف على الروم واستخدام الأسلوب العسكري الفريد من نوعه آنذاك وهو الاستفادة الصحيحة من إمكانيات «سرية الفرسان سريعة التنقل» ليحول الهزيمة الموشكة للمسلمين إلى نصر مؤزر لهم.
لقي جيش الروم (أقوى جيوش العالم
آنذاك) هزيمة قاسية، وفقد زهرة جنده، وقد أدرك هرقل الذي كان في حمص حجم الكارثة التي حلت به وبدولته، فغادر سوريا نهائيا وقلبه ينفطر حزنا، وقد ترتب على هذا النصر العظيم أن استقر المسلمون في بلاد الشام، واستكملوا فتح مدنه جميعا، ثم واصلوا مسيرة الفتح إلى الشمال الإفريقي.
بعد اليرموك بقيت أخبار حوران قليلة إلى أن زار الخليفة الراشد عمر بن الخطاب المدينة مرَّةً أُخرى قبل سقوط مدينة القدس فقد اقام في الجابية لمدة ثلاثة اسـابيع وباشر ببناء الجامع العمري الشهير بمدينة درعا الذي سُمِّيَ بالعُمَري نسبةً لهُ

### عصر الأيّوبيين والحروب الصليبيَّة
احتلت حوران مكانةً هامةً أثناء الحروب الصليبية وأصبحت مركزًا عسكريًا هامًا مَنَعَ الصليبيين في تلك الفترة من قطع المواصلات بين دمشق والقاهرة
وفي عام 1119 م هاجم بلدوين الثاني مدينة درعا واحتلها ولكنه لم يتمكن من مدينة بصرى.
وقُدِرَ لحـوران ان تظهر في عهد الناصر صلاح الدين الأيوبي الذي ينطلق من جنوب دمشق ومن حوران إلى نصر حطين عام 1187 م
بعد الأيّوبيين اتى المماليك فاصبحت درعـا وحوران تحت حكمهم حتى مجيء الاتراك في 1516 م

### العصر العثماني

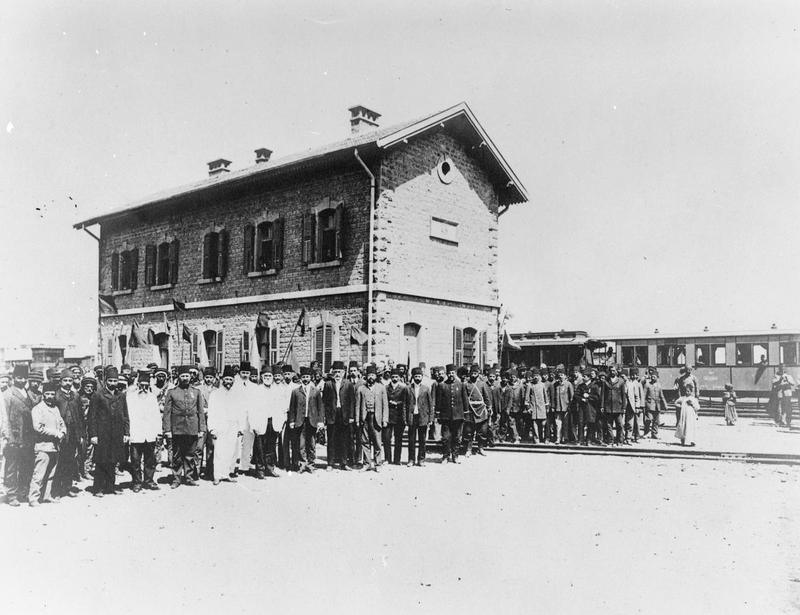
افتتاح محطة درعا لخط حديد الحجاز سنة 1908م

بعد مجيء الاتراك في 1516 م عانت البلاد عامة من عوامل الجمود حتى مطلع القرن العشرين حيث اقيم خط حديد الحجاز وبعث الحياة من جديد في جميع المحطات الواقعة في طريقه وفي مقدمتها درعا
وفي عام 1880 م أصبحت حوران متصرفية مؤلفة من ســتة اقضية مركزها المزيريب وهي اقضية الجيدور والجولان والجبل والنقرة وعجلون والبلقاء وكانت درعا مركز لقضاء النقرة
وبعد مد الخط الحجازي الحديدي عام 1904 م فقدت المزيريب أهميتها كمركز انطلاق للحج وأصبحت قرية الشيخ سعد مركزا لمتصرفية حوران ثم نقل فيما بعد إلى الشيخ مسكين ثم إلى إزرع وأخيرًا إلى درعا.

### بداية الثورة العربية الكبرى
وقعت معركة اطلق عليها اسم معركة درعا جرت أحداثها بتاريخ 19 سبتمبر 1918 إبان الحرب العالمية الأولى ضمن سلسلة من المعارك التي جرت خلال الثورة العربية الكبرى، وكانت المعركة بين القوات البريطانية بقيادة الجنرال إدموند ألنبي والقوات العثمانية، وانتهت بانتصار حاسم للبريطانيين، مما مهد الطريق لغزو بريطانيا لفلسطين.
شارك أهالي درعا فيما بعد بنشاطات الثورة العربية واتصلوا بالأمير فيصل وعـاهدوه على العمل ضد الاتراك قبل وصول الجيش العربي إليها وتعاون أهالي درعا مع الحركة الوطنية في دمشق وشاركوا المدن السورية لنضالها لطرد المستعمرين في حصار الثكنة العسكرية في درعا لمدة ثلاثة أيام متتالية حتى اضطروا حاميتها إلى الفرار تحت جنح الظلام.

### الثورة السورية الكبرى (1925-1927)
لعب الجنوب السوري باكمله ومن ضمنه مدينة درعا دورًا محوريًا في مقاومة الاحتلال الفرنسي، وكانت درعا جزءًا من الانتفاضات التي قادها سلطان باشا الأطرش.
بعد يومين من احتلال دمشق (أي يوم الثلاثاء 27 يوليو (تموز) 1920) أذاع قائد الحملة الفرنسية التي احتلت دمشق الجنرال غوابيه بلاغا جرد بموجبه الملك فيصل من سلطة الحكم وفرض غرامة حربية على سورية قدرها 10 ملايين ليرة ذهبية باسم تعويض لفرنسا عن خسائر الحرب، كما حُل الجيش السوري ونُزع سلاحه وطالب بتسليم كبار المذنبين (الوطنيين) ليحاكموا أمام المحكمة العسكرية، وطلب نزع سلاح الأهالي وفرض عليهم تسليم قوات الانتداب الفرنسي 10 آلاف بندقية.
كانت السلطات الفرنسية قد أرسلت عقب احتلالها لسورية مفرزة مؤلفة من عشرين جنديا سنغاليًا إلى حوران، غير أن أهل حوران منعوا مجيء هذه القوة وأجبروها على العودة إلى دمشق بنفس القطار الذي قدموا به.
اهتم الفرنسيون لهذا التحدي الذي يحول دون توطيد كيانهم في تلك المنطقة، ورأى وزير الوزراء علاء الدين الدروبي المنصب من فرنسا آنذاك أن يزور حوران لتهدئة الخواطر، ولإقناع زعمائها بتلبية دعوة الجنرال غورو للبحث معهم في شأن الغرامات التي فرضها على منطقتهم والاتفاق معهم على كيفية الدفع. غير أن زعماء حوران أبوا الحضور، وكان الوفد يتألف من رئيس الوزراء يرافقه رئيس مجلس الشورى عبد الرحمن باشا اليوسف (نظرا لما كان يظنه نفوذًا على الحوارنة لوجود صلة مودة بينه وبين السيد فارس الزعبي أحد زعماء الحوارنة)، والسيد عطا الأيوبي وزير الداخلية، والشيخ عبد القادر الخطيب، والسيد أحمد الخاني مرافق رئيس الدولة والسيد منير بدر خان.
قبل أن يغادر الوفد دمشق كان الخبر قد وصل إلى شيوخ العشائر في حوران، ويذكر الزعيم السوري الدكتور عبد الرحمن الشهبندر في مذكراته أن الشيخ فواز البركات الزعبي دعا فور وصول الخبر إليه المجاهدين أحمد مريود ونبيه العظمة والأمير محمود الفاعور بني العباس للاجتماع في منطقة الأزرق، وتمَّ الاتفاق في الاجتماع على قتل جميع أعضاء الوفد ومصادرة القطار الذي سيحضرهم وتحريكه إلى عمَّـان، وتمَّ تكليف عدد من الثوار وشباب العشائر الحورانية لتنفيذ المهمة عند وصول الوفد إلى خربة غزالة.
عندما اتصل خبر هذه الزيارة بمتصرف حوران «أبي الخير الجندي»، أبرق المتصرف إلى وزير الداخلية يعلمه بأن الشعب الحوراني في هياج، وأن الوضع الراهن يستوجب تأجيل الزيارة ريثما تهدأ الحالة، ولما علم بإصرار رجال الحكومة على المجيء عززها ببرقية ثانية بين فيها خطورة الحالة، والعدول عن الزيارة مؤقتا. وصلت البرقية الأولى بالفعل إلى وزير الداخلية، أما الثانية فقد تأخر تسليمها ـ لأمر ما ـ دقائق معدودات كان خلالها رجال الحكومة المشار إليهم قد ركبوا القطار في طريقهم إلى درعا.
وما إن وصل القطار الذي يقلُّ رجال الحكومة إلى محطة خربة غزالة حتى أمطره الثوَّار وشباب العشائر الحورانية بالرصاص، فقُتل رئيس الحكومة علاء الدين الدروبي على الفور، وهرب رئيس مجلس الشورى عبد الرحمن اليوسف إلى مخفر الشرطة فلحق به الثوار وقتلوه هناك، كما قتل معظم الضباط والجنود الفرنسيين المرافقين للوفد.
أثار مقتل الدروبي ومن معه غضب الفرنسيين، فأرسل الجنرال ماريانو غوابيه قائد الفرقة الثالثة لجيوش الشرق الفرنسية في سوريا في 2 أيلول 1920 إنذارًا شديد اللهجة لشيوخ وأهالي حوران لتسليم ثوَّار عملية خربة غزالة للفرنسيين، ولكن الإنذار الفرنسي قوبل من الثوَّار بتصعيد في عملياتهم ضد المحتلين الفرنسيين.
وقد اعتبرت فرنسا أن المسؤول عما وقع هو الأمير فيصل، الذي اجتمع بزعماء حوران عندما مر من درعا وحرضهم على الثورة، واعدًا إياهم أنه لن يتنازل عن عرشه في سورية، وقد أمر غورو حكومة دمشق المعينة من قِبله بفرض غرامات على الحوارنة، وحُددت دية الدروبي بعشرة آلاف ليرة ذهبية، ودية عبد الرحمن اليوسف مثلها، وخمسة آلاف دية المقتول وحيد عبد الهادي، وخمسة آلاف دية كل فرنسي برتبة ضابط وخمسمائة ليرة ذهبية عن كل جندي فرنسي، ومائة ألف ليرة ذهبية غرامة حربية، وإدانة الثوار الذين نفذوا عملية القتل بأعضاء الوفد والحكم عليهم بالإعدام وهم: إبراهيم سليم الزعبي، وشقيقه فرحان سليم الزعبي وفارس أحمد الزعبي وفرحان سليم الزعبي وصلاح المصري ومحمد يوسف الحريري، وقاسم الداغر، وإبراهيم العلي الجهماني وغيرهم.

### الاستقلال وحتى الآن

#### الفترة ما بعد الاستقلال (1946 - 1963)
بعد استقلال سوريا عن الاحتلال الفرنسي في عام 1946، بدأت مدينة درعا، كغيرها من المدن السورية، مرحلة جديدة من البناء والتنمية. استفادت درعا من موقعها الجغرافي الاستراتيجي كصلة وصل بين دمشق والعاصمة الأردنية عمان، مما عزز مكانتها الاقتصادية.
في تلك الفترة، اعتمد اقتصاد درعا بشكل كبير على الزراعة، خاصة زراعة القمح والشعير والخضروات والفواكه. كما بدأ التعليم ينتشر تدريجيًا، مع افتتاح مدارس ومؤسسات تعليمية جديدة.
من الناحية السياسية، شهدت سوريا تقلبات كبيرة بين الحكومات المتعاقبة والانقلابات العسكرية التي أثرت على استقرار البلاد، بما في ذلك درعا. كانت المدينة هادئة نسبيًا خلال هذه الفترة، حيث ركز سكانها على العمل الزراعي والتجاري.

#### فترة الوحدة مع مصر (1958 - 1961)
أثناء الوحدة السورية المصرية في عهد الرئيس جمال عبد الناصر، أصبحت درعا مركزًا اقتصاديًا وسياسيًا مهمًا في الجنوب السوري. شهدت المدينة تحسنًا نسبيًا في البنية التحتية، مثل الطرق والمدارس، كجزء من جهود الحكومة لتحقيق التكامل بين المناطق السورية المختلفة. لكن مع انهيار الوحدة عام 1961، عادت البلاد إلى الانقسام السياسي، وتأثرت درعا كجزء من المشهد الوطني المتوتر.

#### مرحلة حكم حزب البعث (1963 - 2011)
بعد انقلاب حزب البعث العربي الإشتراكي عام 1963، أصبحت درعا جزءًا من سياسة الدولة المركزية التي ركزت على تحقيق التنمية الاقتصادية والاجتماعية في جميع المحافظات. خلال حكم الرئيس حافظ الأسد (1971-2000)، شهدت درعا تطورات كبيرة في الزراعة، حيث استثمرت الحكومة في مشروعات الري في حوران. أدى ذلك إلى زيادة إنتاج المحاصيل وتحسين الأوضاع المعيشية لسكان المنطقة.
شهدت المدينة أيضًا إنشاء العديد من المدارس والمراكز الصحية. تم بناء الطرق التي ربطت درعا بالمدن الأخرى، مما عزز من حركة التجارة بين سوريا والأردن.
خلال أحداث الإخوان المسلمين في الثمانينيات، ظلت درعا هادئة نسبيًا مقارنة بمدن مثل حماة وحلب، لكنها تأثرت بالمناخ العام من القمع السياسي والخوف.

#### مرحلة ما بعد وفاة حافظ الأسد (2000 - 2011)
بعد وفاة حافظ الأسد وتولي بشار الأسد السلطة عام 2000 خلفاً لأبيه، دخلت درعا مرحلة جديدة، حيث شهدت البلاد وعودًا بالإصلاح السياسي والاقتصادي. في البداية، استبشر سكان المدينة خيرًا بوعود الحكومة بتحقيق انفتاح سياسي وزيادة التنمية. لكن سرعان ما خابت الآمال، حيث ازدادت معدلات الفساد، مما أثر سلبًا على الأوضاع الاقتصادية والاجتماعية.
في هذه الفترة، استمر سكان درعا في الاعتماد على الزراعة كمصدر رئيسي للدخل. ومع ذلك، عانت المدينة من قلة الاستثمارات في الصناعة أو السياحة، مما جعل اقتصادها عرضة لتقلبات السوق.

#### درعا مهد الثورة السورية (2011 - 2024)
في مارس من عام 2011، اندلعت الاحتجاجات الشعبية في درعا بعد اعتقال مجموعة من الأطفال الذين كتبوا شعارات مناهضة للنظام على جدران المدارس. كانت هذه الحادثة الشرارة التي أطلقت الاحتجاجات السلمية ضد القمع والفساد. شهدت المدينة مظاهرات واسعة طالبت بالحرية والإصلاح ووحدة الشعب السوري، وتحولت تدريجيًا إلى مطالب بإسقاط النظام بعد الرد العنيف من قبل قوات الأمن.
لُقِّبَت مدينة درعا فيما بعد بلقب مهد الثورة السورية لبداية الثورة منها.
مع تصاعد الأحداث وتحول الاحتجاجات إلى نزاع مسلح، أصبحت درعا ساحة رئيسية للمعارك بين القوات الحكومية وفصائل المعارضة السورية. تضررت المدينة بشكل كبير، حيث دُمّرت أجزاء واسعة منها بسبب القصف والاشتباكات.
2013 - 2018
أصبحت درعا مقسمة بين مناطق خاضعة للنظام وأخرى تحت سيطرة المعارضة وعانت من حصار شديد ونقص حاد في الموارد الغذائية والطبية.
2018 - 2024
في منتصف عام 2018، استعادت القوات الحكومية السيطرة على درعا بعد اتفاق مصالحة بوساطة روسية. نص الاتفاق على عودة مؤسسات الدولة، لكن المدينة استمرت في مواجهة توترات أمنية واضطرابات.
رغم استعادة الحكومة السيطرة، حتى الآن لا زالت تعيش درعا حالة من التوتر المستمر، وتشهد العديد من المناطق الريفية المحيطة بالمدينة اشتباكات متفرقة واحتجاجات ضد الأوضاع الأمنية والاقتصادية وتستمر حالات الاغتيالات والاختطافات، مما يعكس استمرار عدم الاستقرار.
تعاني درعا من ارتفاع معدلات الفقر والبطالة، مع تراجع القطاع الزراعي بسبب نقص المياه والبنية التحتية المدمرة.
2024 وسقوط نظام الأسد
في 27 نوفمبر 2024 بدأت معركة ردع العدوان وشهدت سوريا تطورات عسكرية وسياسية مهمة، قادت فصائل المعارضة المسلحة، المعروفة بـ"فصائل الجنوب"، عمليات عسكرية ناجحة أسفرت عن السيطرة على مناطق استراتيجية وسقوط محافظتي درعا والسويداء ومدينة القنيطرة، مما أدى إلى أثر كبير على الروح المعنوية لقوات النظام وحلفائه.
تتألف فصائل الجنوب من مجموعات معارضة نشأت في محافظتي درعا والسويداء. من أبرز هذه الفصائل:
- اللواء الثامن: جزء من "الفيلق الخامس"، تشكل في درعا وشارك بفعالية في العمليات العسكرية.

- حركة رجال الكرامة: تشكيل محلي في السويداء، لعب دورًا محوريًا في مواجهة قوات النظام.

- لواء الجبل وقوات شيخ الكرامة: مجموعات محلية أخرى في السويداء ساهمت في العمليات العسكرية ضد النظام.

معركة دمشق
في 7 ديسمبر 2024، بدأت فصائل الجنوب هجومًا واسعًا نحو العاصمة دمشق. تمكنت هذه الفصائل من السيطرة على مناطق في ريف دمشق، مثل عسال الورد ويبرود وفليطة والناصرية وعرطوز، مما جعلها على بُعد 10 كيلومترات من العاصمة.
وفي 8 ديسمبر، دخلت قوات المعارضة دمشق وسيطرت على مواقع استراتيجية، بما في ذلك مؤسسات حكومية.
وأعلنت فصائل الجنوب بعد ذلك في بيان مشترك على التلفزيون السوري أن الثورة السورية انتصرت والشعب السوري أسقط نظام الأسد.
تم تأكيد مغادرة بشار الأسد دمشق في 8 ديسمبر 2024، لينتهي بذلك حكمه الذي استمر لأكثر من عقدين.

## الجغرافيا

### المناخ
| البيانات المناخية لـمدينة درعا          | البيانات المناخية لـمدينة درعا | البيانات المناخية لـمدينة درعا | البيانات المناخية لـمدينة درعا | البيانات المناخية لـمدينة درعا | البيانات المناخية لـمدينة درعا | البيانات المناخية لـمدينة درعا | البيانات المناخية لـمدينة درعا | البيانات المناخية لـمدينة درعا | البيانات المناخية لـمدينة درعا | البيانات المناخية لـمدينة درعا | البيانات المناخية لـمدينة درعا | البيانات المناخية لـمدينة درعا | البيانات المناخية لـمدينة درعا |
| الشهر                                   | يناير                          | فبراير                         | مارس                           | أبريل                          | مايو                           | يونيو                          | يوليو                          | أغسطس                          | سبتمبر                         | أكتوبر                         | نوفمبر                         | ديسمبر                         | المعدل السنوي                  |
| --------------------------------------- | ------------------------------ | ------------------------------ | ------------------------------ | ------------------------------ | ------------------------------ | ------------------------------ | ------------------------------ | ------------------------------ | ------------------------------ | ------------------------------ | ------------------------------ | ------------------------------ | ------------------------------ |
| متوسط درجة الحرارة الكبرى °م (°ف)       | 13.3 (55.9)                    | 14.7 (58.5)                    | 18.0 (64.4)                    | 23.6 (74.5)                    | 28.5 (83.3)                    | 31.3 (88.3)                    | 32.6 (90.7)                    | 32.6 (90.7)                    | 31.3 (88.3)                    | 27.8 (82.0)                    | 21.0 (69.8)                    | 15.2 (59.4)                    | 24.2 (75.5)                    |
| متوسط درجة الحرارة الصغرى °م (°ف)       | 3.2 (37.8)                     | 4.0 (39.2)                     | 6.0 (42.8)                     | 9.3 (48.7)                     | 12.5 (54.5)                    | 15.8 (60.4)                    | 18.3 (64.9)                    | 18.6 (65.5)                    | 16.5 (61.7)                    | 12.8 (55.0)                    | 7.8 (46.0)                     | 4.6 (40.3)                     | 10.8 (51.4)                    |
| الهطول مم (إنش)                         | 60.9 (2.40)                    | 49.4 (1.94)                    | 42.3 (1.67)                    | 15.2 (0.60)                    | 3.4 (0.13)                     | 1.0 (0.04)                     | 0 (0)                          | 0 (0)                          | 0.4 (0.02)                     | 9.4 (0.37)                     | 22.9 (0.90)                    | 45.9 (1.81)                    | 250.8 (9.88)                   |
| متوسط أيام هطول الأمطار                 | 10                             | 11                             | 7                              | 4                              | 1                              | 0                              | 0                              | 0                              | 0                              | 2                              | 5                              | 8                              | 48                             |
| المصدر: المنظمة العالمية للأرصاد الجوية |                                |                                |                                |                                |                                |                                |                                |                                |                                |                                |                                |                                |                                |

## السكان

### النسيج العشائري في درعا
يشكّل البُعد العشائري جزءًا أصيلًا من هوية درعا، حيث تتوزع قبائلها وعشائرها في مختلف مدنها وقراها، ويُعد التقاليد والعادات العشائرية أحد أبرز معالم الحياة الاجتماعية فيها. ومن بين أبرز هذه العشائر:
1. عشيرة الرفاعي
تُعد عشيرة الرفاعي ]من أكبر وأعرق العشائر في محافظة درعا، وتنتشر في عدة مناطق داخل المحافظة، خصوصًا في مدينة درعا ومحيطها. تعود أصول العشيرة إلى النسب الشريف،  وتفتخر بانتمائها إلى آل البيت.
عرفت عشيرة الرفاعي بمكانتها الدينية والاجتماعية، وخرج منها علماء دين وقضاة وزعماء عشائريون لعبوا أدوارًا كبيرة في حل النزاعات المحلية وتعزيز السلم الأهلي. كما كان لها حضور سياسي واجتماعي فاعل، خصوصًا في المراحل المفصلية من تاريخ سوريا الحديث.
[وشيخ القبيلة الشيخ ابو عبد المجيد انور الرفاعي ] 
ويوجد العديد من العشائر 
كعشيرة الحريري وعشيره الزعبي وعشيرة المحاميد من حرب
جميع العشائر لعبت دور بارز وكبير في المحافظة السلم الاهلي.
مدينة درعا هي المركز الرئيسي لمحافظة درعا ويحتوى على المراكز الحكومية ومؤوسسات الدولة وينقسم مركز المدينة إلى قسمين درعا المحطة ودرعا البلد ويحتوي كل قسم على عدة أحياء
وهناك طريقين إلى درعا: الطريق القديم (يربط المدينة بدمشق العاصمة، ماراً بمعظم القرى والبلدات الريفية) فضلاً عن طريق سريع دولي حديث.

## مدن وقرى حوران
تضم عدة مدن وقرى سورية، مثل: نصيب وصيدا و‌المزيريب و‌أم المياذن و‌غصم و‌بصرى و‌المسيفرة و‌طفس و‌إزرع و‌الحارة و‌داعل و‌خربة غزالة و‌الغارية الغربية و‌الحراك و‌أبطع و‌نوى وتسيل و‌الشيخ مسكين و‌أنخل و‌جاسم و‌الصنمين و‌الطيبة و‌المتاعية و‌محجة عتمان والغارية الشرقية وكفر شمس ، فضلاً عن قرى مثل: تل شهاب وزيزون وأم ولد و‌الطيحة و‌عقربا وعلما الشجرة
[العائلات ] [العشائر] [في محافظة درعا ].
لطالما عرفت محافظة درعا بالنسيج العشائري .
فآن معظم سكان محافظة درعا هم عشائر قدمو منذو الاف السنين من الخليج العربي. 
تعتبر محافظة درعا مركز للعشائر الحورانيه. 
ابرزها 
[عشيره الرفاعي ]هيه اكبر عشيره في محافظة درعا حيث تشير الاحصائيات عام 2023 بلغ عدد عشيره الرفاعي حوالي ٢٠٠ الف نسمه 
ثم تاليها[ عشيره الحريري] هيه فخذ من قبيله الرفاعي. 
[عشيره الزعبي]
[عشيره المقداد]
[عشيره المسالمه]
[عشيره المحاميد]
جميع العشائر كان لها دور بارز في احداث  الثوره السورية الصراع الداخلي الاقتصادي الثقافي السياسي .

## التعليم
تعد محافظة درعا واحدة من أكثر المحافظات السورية تقدماً من حيث التعليم، حيث أُعلنت مطلع العام 2010م محافظة خالية من الأمية.

### الجامعات
جامعة درعا الحكومية وهي إحدى فروع جامعة دمشق وتنتسب لها، وفروعها: علم الاجتماع، الأدب العربي، الأدب الفرنسي، كلية الاقتصاد، كلية العلوم، كلية الحقوق، المعلم صف، الإرشاد النفسي.
والجامعات شبه حكومية وهي تتبع للقطاع الخاص:
- السورية الخاصة للعلوم والتكنولوجيا
- الجامعة الدولية الخاصة للعلوم والتكنولوجيا
- جامعة قاسيون الخاصة
- الجامعة العربية الدولية الخاصة
- جامعة اليرموك الخاصة
- جامعة الرشيد الخاصة للعلوم والتكنولوجيا

## العمل
يعمل نحو 27% من سكان درعا بالزراعة، بينما يتزن عمل الشعب في المحافظة على الاغتراب خارج الوطن، حيث يعمل ما نسبته 65% من سكان درعا في الخليج، حيث يكون ما نسبته 900 ألف شخص خارج الوطن عدا المليون ونصف المستقرين في المحافظة أو داخل الوطن

## الثقافة والتراث
الدبكات والأهازيج الشعبية
نوع من الرقص الجماعي التراثي الذي يُؤدى بشكل جماعي للتعبير عن الفرح. وتعكس الدبكات بأنواعها المختلفة البيئة الاجتماعية لكل منطقة من مناطق حوران وقد تأثرت الدبكات الفلكلورية الشعبية على مر العصور بالبيئة والعادات ولكنها حافظت في الإطار العام على أصالتها وطريقة أدائها القديمة.
الدبكات الشعبية في حوران كثيرة منها:
- الدبكة الحورانية
- الهولية
- الجوفيّة
- الدبكة الشعراوية
- حبل مودع
- الكرّادية
- التسعاوية
- الدرّازي
- العسكرية
- والسحجة أو الدحّيّة

بالاضافة الى الأهازيج الشعبية التي تعبّر عن روح العمل والتعاون، خاصة في موسم الحصاد.
المهرجانات الدولية والنشاطات الثقافية

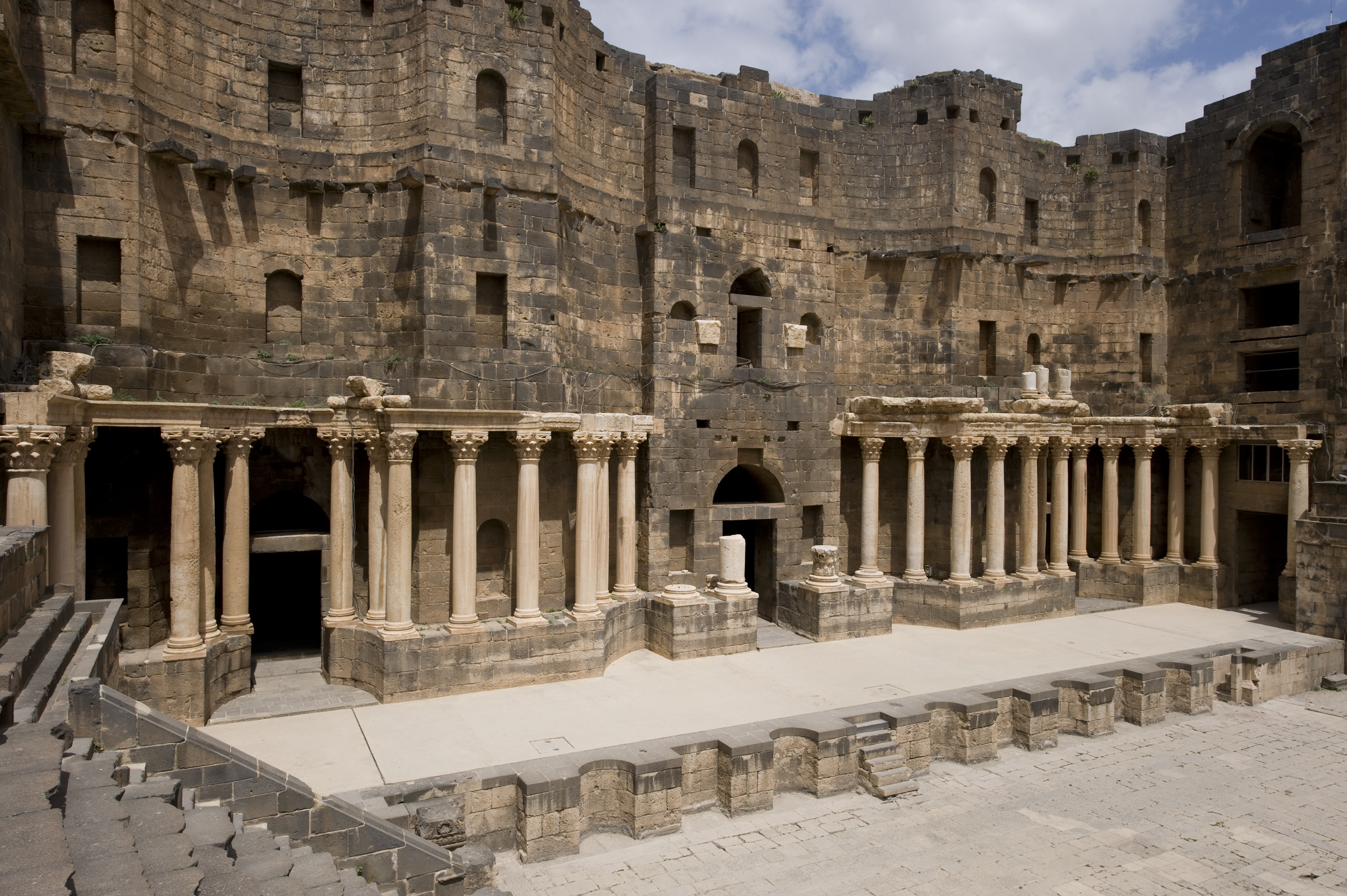
خشبة مسرح بصرى

محافظة درعا من المحافظات المتميزة حضاريا وثقافيا عبر التاريخ، حيث شهدت أرضها الدورات الحضارية المتعاقبة، ويكاد لا يخلو مكان في سهل حوران إلا وبه الآثار والأوابد الشاهدة على تواصل الثقافة والحضارة، فهناك في بصرى حيث مسرح بصرى الشهير الذي يتسع لحوالي 15000 شخص فقد شهدت مدرجاته قديما النشاطات الفنية والموسيقية والثقافية وغنى على هذا المسرح قامات فنية عربية وعالمية منها فيروز وجوليا بطرس والمغني الاسباني العالمي خوليو إجلسياس ، وهناك في أقاصي اللجاة مدرج سحر الموسيقي، وفي مدينة جاسم ولد شاعر الشعراء أبو تمام .

## أعلام ومشاهير

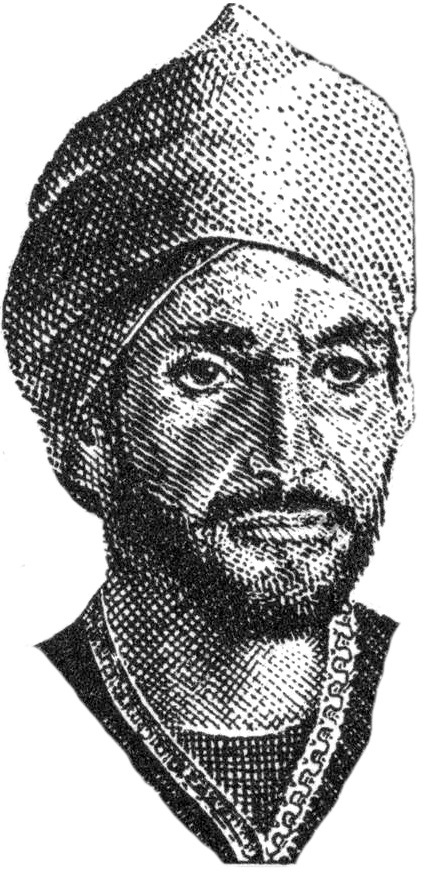
صورة تخيُّلية لأبي تمام أحد أعظم الشعراء العباسيين

وُلد وتربى ولمعَ في درعا كمٌ هائلٌ من العظماء والمشاهير، الذين ليسَ من الممكن حصرهم في قائمة، نذكر منهم:
- أبو تمام - أحد أعظم الشعراء العباسيين
- الامام النووي - عالم وفقيه شافعي
- الامام ابن القيم - عالم وفقيه حنبلي
- ابن كثير - مؤرخ وفقيه شافعي
- هالة شوكت - ممثلة سورية
- عبد الحكيم قطيفان - ممثل سوري
- أنطوانيت نجيب - ممثلة سورية
- مازن الناطور - ممثل سوري
- فاروق الشرع - سياسي سوري
- محمود الزعبي - سياسي سوري
- فريد ندى المذهان - ضابط سوري سابق (قيصر)